# Cortinarius meleagris
Cortinarius meleagris är en svampart som först beskrevs av E. Horak & G.M. Taylor, och fick sitt nu gällande namn av E. Horak, Peintner, M.M. Moser & Vilgalys 2002. Cortinarius meleagris ingår i släktet Cortinarius och familjen spindlingar.   Inga underarter finns listade i Catalogue of Life.